# Drover

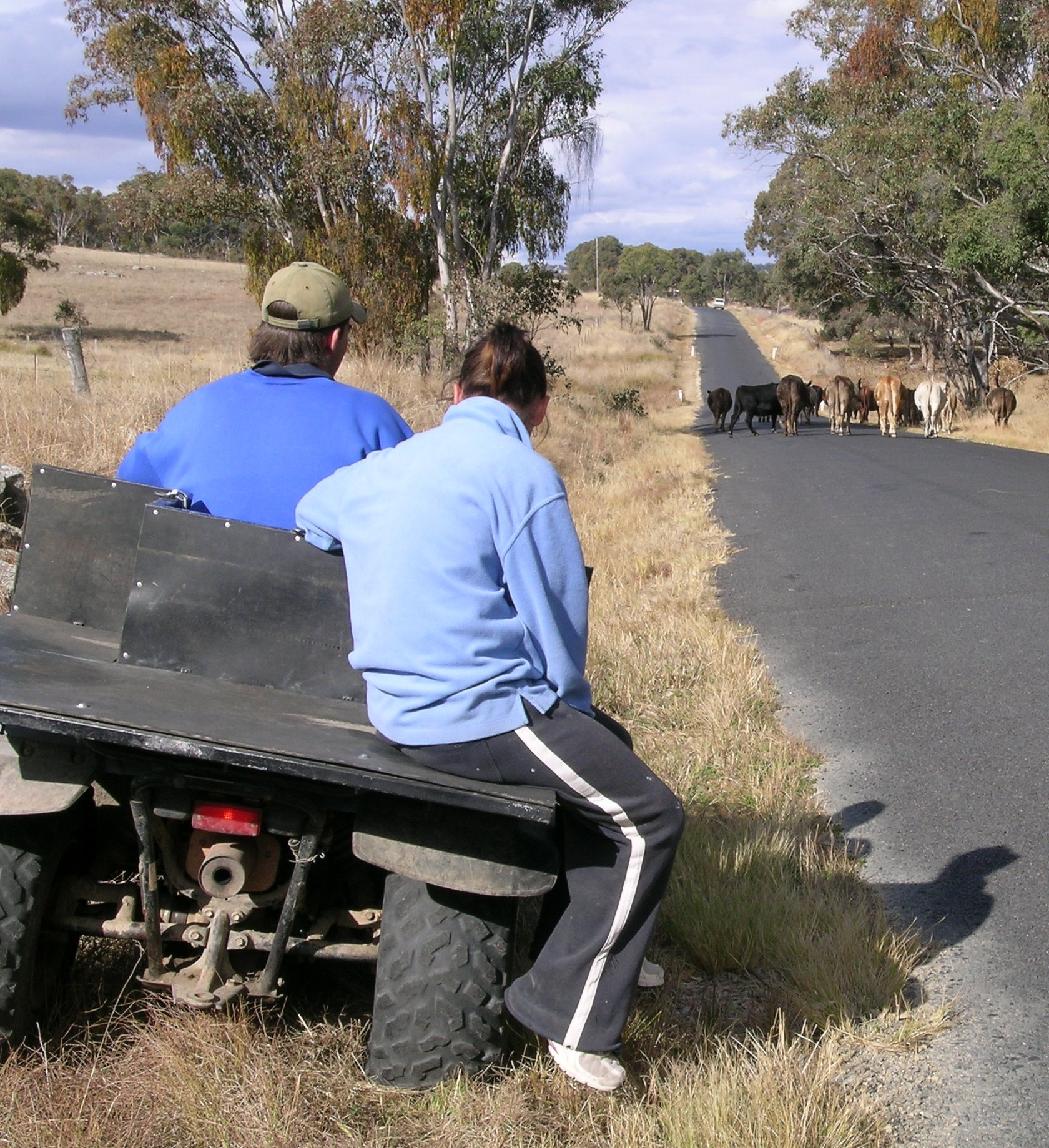
Drovers moderns

Un drover a Austràlia és una persona, normalment un ramader amb experiència, que aplega i transporta el bestiar a través de llargues distàncies. Els motius del droving inclouen, entre d'altres: traslladar els animals a la finca d'un nou propietari, portar els animals al mercat, o moure els animals durant una època de sequera, a la recerca d'aigua i menjar. Transportar un ramat petit i calmat és relativament fàcil però, moure diversos centenars de caps de bestiar durant desenes de quilòmetres és una cosa completament diferent.

## Declivi
La gradual introducció del ferrocarril des de la dècada del 1860 va fer que algunes de les tasques dels drovers no fossin necessàries. Això no obstant, quan realment aquesta figura va entrar en declivi va ser a partir dels anys 1960 quan el transport del bestiar per carretera va esdevenir una obligació. Veure els llargs trens de carretera carregats amb animals és, actualment, bastant habitual a les zones rurals d'Austràlia. Malgrat tot, actualment, durant les estacions més àrides, encara es transporta el bestiar d'un costat a un altre a la recerca de noves pastures i les habilitats dels drovers segueixen sent requerides. El drover modern però, aprofita els transports i equips moderns com els vehicles tot terreny que faciliten la seva feina.